# Дикин, Мария
Мари́я Эли́забет Ди́кин (англ. Maria Elisabeth Dickin; 22 сентября 1870, Лондон — 1 марта 1951, Лондон) — английский общественный деятель, благотворитель, активист движения помощи животным, основатель первой в Великобритании бесплатной Народной ветеринарной амбулатории (PDSA), учредитель высшей воинской награды Великобритании для животных (англ. Dickin Medal). Офицер ордена Британской империи (1929) и командор ордена Британской империи (1948).

## Биография
Мария Элизабет Дикин родилась в 1870 году в Лондоне в семье уэслианского проповедника Уильяма Джорджа Дикина (англ. William George Dickin) и его жены Эллен Марии (урожд. Экселль; англ. Ellen Maria Exell). Мария (домашнее имя Миа; англ. Mia) была старшей из восьми детей. Любила музыку и литературу, занималась благотворительностью. Организовала студию звукозаписи, чтобы материально помочь семье.
В 1899 году вышла замуж за своего двоюродного брата Арнольда Фрэнсиса Дикина (англ. Arnold Francis Dickin), работавшего бухгалтером. Брак был бездетным. Мария оставила студию звукозаписи, преподавала пение. Увлекалась спиритуализмом, участвовала в движении исцеления через религию.
В 1917 году основала первую бесплатную Народную ветеринарную амбулаторию (PDSA) для бездомных животных.
В 1943 году учредила медаль Марии Дикин (англ. Dickin Medal) — высшую воинскую награду Великобритании для животных, проявивших героизм в экстремальных обстоятельствах.
Скончалась в Лондоне от гриппозной бронхопневмонии в 1951 году.

## Деятельность
Идея основания благотворительной лечебницы для бездомных больных и раненых животных возникла у Дикин во время посещения бедняков восточной части Лондона. Увиденные в квартале бедноты страдания множества бесприютных животных и домашних питомцев, чьи владельцы не могли позволить себе заплатить за лечение, делали её «невыразимо несчастной».
Мария занялась поисками помещения для размещения бесплатной зоолечебницы. Сочувствующий начинанию священник предоставил ей в использование подвал в районе Уайтчепел. В те годы женщины в лондонский Королевский ветеринарный колледж не принимались, однако Дикин удалось набрать в бесплатную клинику персонал, разделяющий её идею благотворительности, и провести необходимое обучение.
Созданная Марией Дикин первая в Великобритании бесплатная Народная ветеринарная амбулатория (англ. People's Dispensary for Sick Animals; PDSA) открылась в тесном подвальном помещении в Ист-Энде 17 ноября 1917 года. На двери было вывешено объявление:

Приносите ваших больных животных. Не допускайте их страданий. Все животные лечатся. 
Всё лечение бесплатно.
Оригинальный текст (англ.)Bring your sick animals. Do not let them suffer. All animals treated. All treatment free.
Клиника стала настолько востребована, что полиции приходилось сдерживать наплыв толпы посетителей.
Начинание Дикин получило распространение в Великобритании — в следующие четыре года в Лондоне были открыты ещё семь благотворительных ветеринарных лечебниц. К 1945 году PDSA стала крупнейшей в мире ветеринарной благотворительной организацией. К 1950 году отделения Народной ветеринарной амбулатории существовали в 207 населённых пунктах Великобритании, были созданы также пункты ветеринарной скорой помощи и приюты для бездомных собак.
В 1943 году Дикин выступила с идеей учреждения награды для животных, отличившихся героизмом в боевых обстоятельствах. Медаль (англ. Dickin Medal) получила имя Марии Дикин и стала высшей воинской наградой для животных в Великобритании, аналогом Креста Виктории.

## Награды
- 1929 — Офицер ордена Британской империи[1].
- 1948 — Командор ордена Британской империи[1].

## Наследие и память

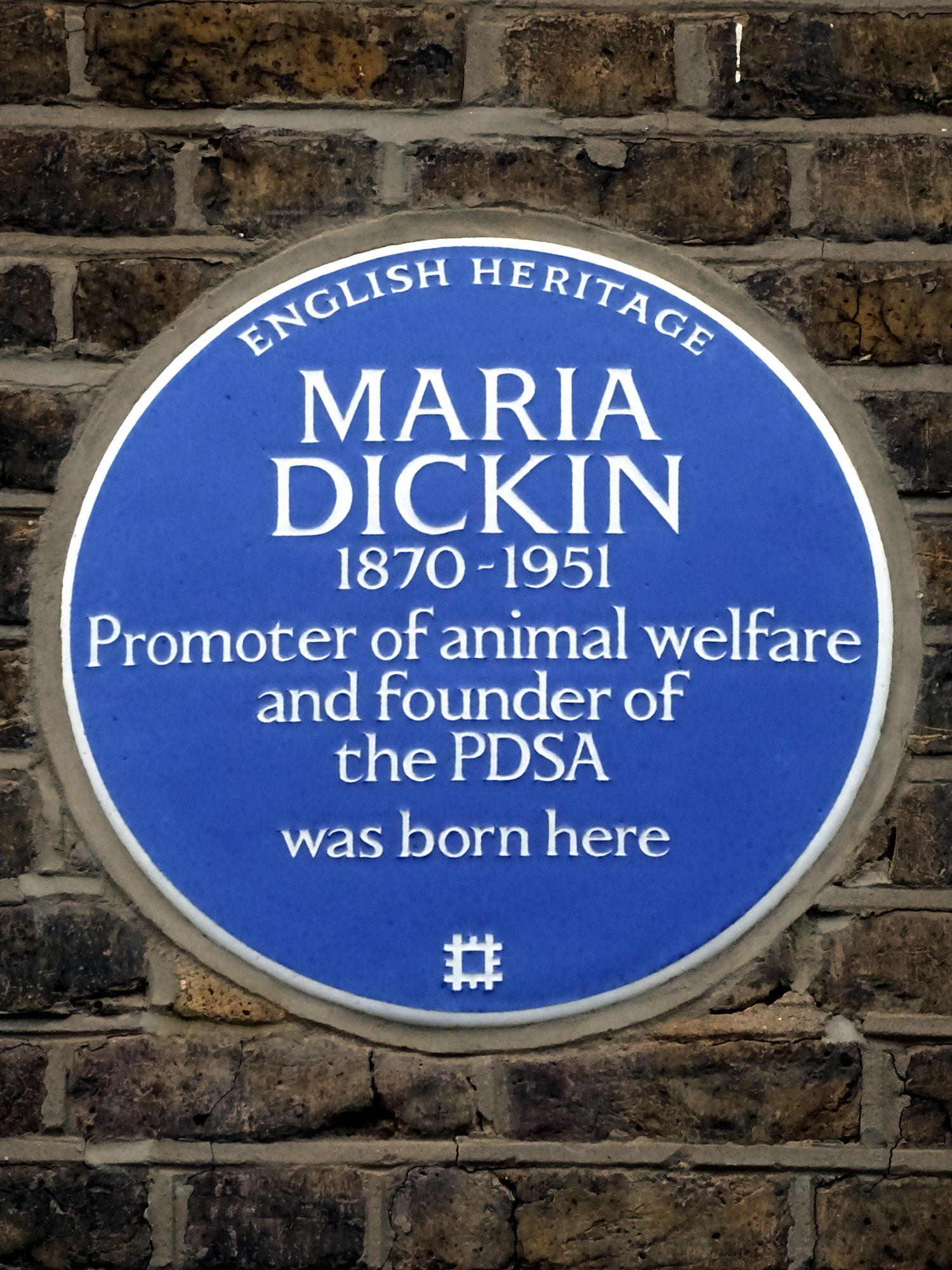
Мемориальная «Синяя табличка» на месте дома в Хакни, где родилась Мария Дикин

В 2015 году в Хакни, на месте дома, где родилась Мария Дикин (1 Farringdon Terrace, бывш. 41 Cassland Road), британской государственной комиссией по охране исторических зданий и памятников Английское наследие установлена мемориальная синяя табличка.
Из учреждённой Марией Дикин Народной ветеринарной амбулатории выросла сеть клиник для животных, в уставе сохраняются благотворительные принципы, заложенные основательницей.
Медаль Марии Дикин вручается лорд-мэром Лондона отличившимся при спасении людей в боевых ситуациях животным по сей день.